# Portillo de Soria
Portillo de Soria település Spanyolországban, Soria tartományban. Portillo de Soria Almenar de Soria, Torrubia de Soria, Villaseca de Arciel és Buberos községekkel határos. Lakosainak száma 12 fő (2024).

## Népesség
A település népessége az elmúlt években az alábbi módon változott:
| Lakosok száma | 21   | 18   | 19   | 18   | 17   | 17   | 16   | 14   | 13   | 12   |
|               | 2001 | 2004 | 2007 | 2009 | 2012 | 2014 | 2017 | 2019 | 2022 | 2024 |